# فراونبرگ (راینلاند-فالتس)
فراونبرگ (به آلمانی: Frauenberg) یک شهر در آلمان است که در بیرکنفلد واقع شده‌است. فراونبرگ ۴۴۱ نفر جمعیت دارد.